# Кисябика Байрясова
Кисябика (Кисянбика) Байрясова (тат. Кисәнбикә Байрасова, баш. Киҫәнбикә Байрасова) — насильно крещённая мусульманка, приговорённая к сожжению за возвращение в ислам.

## Политическая ситуация в крае
Родилась в 1679 году в Дуванской волости Сибирской даруги. Была выдана замуж в Катайскую волость той же даруги. 
В начале XVIII века на Урале была создана так называемая «горная власть» во главе с известным государственным деятелем, главным командиром Уральского горного управления, основателем Екатеринбурга, автором «Истории Российской» Василием Татищевым. Началось активное освоение новых месторождений, строились новые заводы и рудники. Местное население опасалось потерять вотчинные права на земли, полученные по условиям присоединения к России, и стремилось защитить свои культурно-религиозные и бытовые традиции. Недовольство вызвало восстание. На бунт «горная власть» ответила карательными походами. Жителей повстанческих деревень убивали, продавали в крепостные, насильственно крестили.
Кисябика была пленена карателями, после чего привезена в Екатеринбург. Её отдали в крепостные писателю и переводчику Кириаку Кондратовичу, крестили, а после крещения нарекли именем Катерина. 
18 сентября 1737 года Кисябика впервые бежала «с девкою-полонянкою», жившей у В. Н. Татищева. Пожилую женщину поймали и высекли плетьми, но её это не остановило.
Инициатором второго побега стала она сама. Вместе с ней 26 сентября того же года бежала из Екатеринбурга «дворовая жёнка» секретаря «горной власти» Ивана Зорина. Кисябику поймали и на этот раз, после чего высекли уже кнутом.
Тем временем, 20 апреля 1738 года казнён был через сожжение татарин и участник башкирского восстания Тойгильды Жуляков. Он был казнён за то, что, перейдя в христианство, вернулся затем обратно в ислам. Все крещёные татары, каких удалось разыскать в Екатеринбурге и его окрестностях, были доставлены к месту сожжения Тойгильды.
В указе по Главной Горной канцелярии за подписью губернатора В. Н. Татищева вина Тойгильды Жулякова была сформулирована следующим образом: «<…> ты, крестясь в веру греческого исповедания, принял паки махометанский закон, и тем не только в богомерзкое преступление впал, но яко пес на свои блевотины возвратился, и клятвенное своё обещание, данное при крещении, презрел <…>» Публичное зачитывание этого указа, а также последовавшая за этим казнь Жулякова, были призваны произвести устрашающее впечатление на крещеных татар и доказать им, что администрация края не потерпит ложного принятия христианской веры. Сам Татищев на казни не присутствовал, так как находился в тот момент в Самаре.
Тойгильды Жилякова сожгли на костре на глазах своих детей в назидание другим новокрещенным, но и страх перед жестокой казнью не остановил Кисябику. В сентябре 1738 года она бежала третий раз.
1738 года декабря 14 дня в Канцелярии Главного заводов правления допрошена, а в допросе сказала, что:

«родом она башкирка Катайской волости Сакаовой деревни, татарское ей имя Кисякбика, Байрясова дочь, от роду ей 60 лет. Из оной волости полонена она русскими людьми в первое башкирское замешание, тому будет третий год, весною, токмо травы еще не было. А кто главным у русских был — не знает. И привезена в Теченскую слободу, а с Течи тою ж весною прислана сюда в Екатеринбург и отдана была учителю Кондратовичу, у которого некрещеною жила с месяц, и потом крещена, и дано ей имя Катерина.».
В Канцелярии Главного правления заводов было вынесено определение от 8 февраля 1739 года:

Определили: оной татарке за три побега и что она, будучи в бегах, крещеная обасурманилась, учинить смертную казнь — сожечь. Токмо, не учиня оного, писать к тайному советнику В. Н. Татищеву и ожидать на то указа. Вышеписанное представление учинить к генерал-майору Леонтью Яковлевичу Соймонову, ибо из неполученных от тайного советника указов видно, что он в Петербург отбыл.

## Казнь

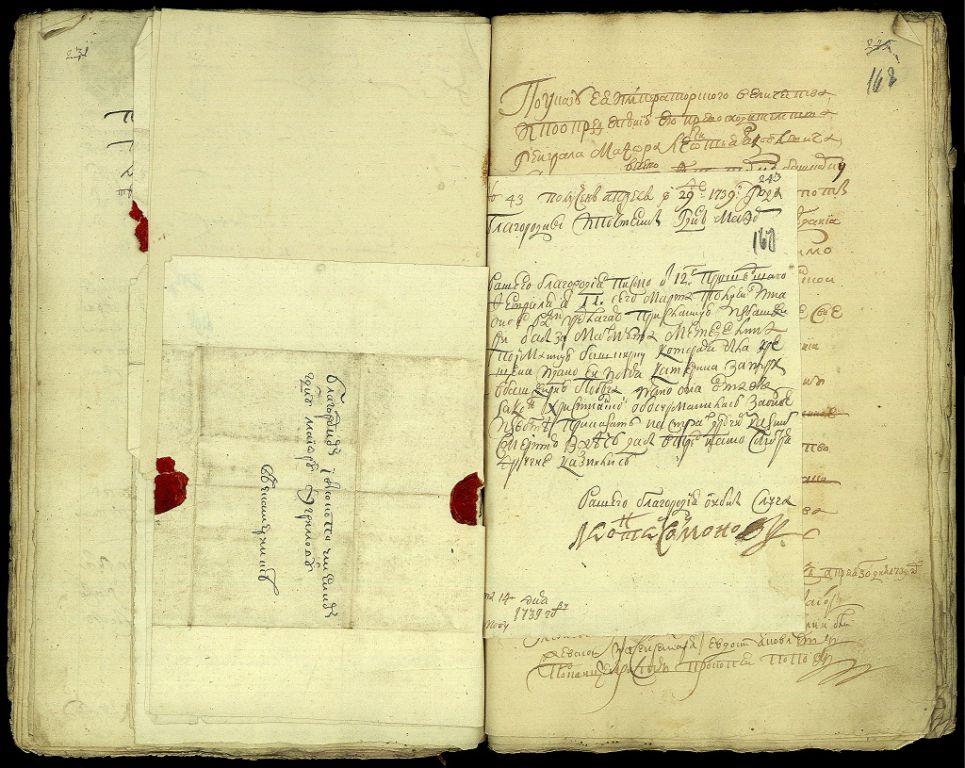
Фото из архива

В приговоре от 8 февраля 1739 года говорится: «… оной татарке за три побега и что она, будучи в бегах, крещеная обасурманилась, учинить смертную казнь — сожечь».
14 марта того же года генерал Соймонов подписал конфирмацию по делу:

«Пойманную башкирку, которая была крещена и дано ей имя Катерина, за три в Башкирию побега и что она, оставя Закон Христианский, обасурманилась за оное извольте приказать на страх другим казнить смертию — сжечь, дабы впредь, на то смотря, другие казнились»
Через месяц, после издания указа 60 летняя Кисябика Байрясова была казнена на центральной площади Екатеринбурга.

## В творчестве
Башкирская писательница М. С. Буракаева написала рассказ «Сказ Кисякбике». Драматург Михаил Башкиров на основе рассказа написал пьесу.
Стерлитамакский башкирский драматический театр (в составе театрально-концертного объединения) поставили инсценировку этой пьессы. На сцене Национального молодежного театра им. Мустая Карима, с большим успехом, состоялась премьера спектакля «Киҫәкбикә. Риүәйәт (Сказ о Кисякбике)».
После нашумевшей премьеры спектакль сняли с показа. Как сообщают артисты театра, указ о снятии постановки исходит от министра культуры республики.